# グリラス
株式会社グリラス（英: Gryllus Inc.）は、徳島県徳島市に本社を置き、食用コオロギの生産・販売を行っていた企業。

## 概要
2019年5月、渡邉崇人(徳島大学助教、当時)らが設立。徳島大学では1990年代からコオロギの生殖が研究されてきた。大学での基礎研究の成果を社会に還元するにあたって、高タンパクな食用コオロギに着目。養殖したコオロギを粉末に加工して原料とし、粉末入りの食品を開発した。社名はフタホシコオロギの学名「Gryllus bimaculatus」に由来する。
2020年、無印良品と提携し「コオロギせんべい」を発売。2021年には自社ブランドを立ち上げ、菓子やパンなどを開発しネットストアで販売した。2022年以降はコンビニでも順次取り扱いを拡大。食糧危機への問題意識の高まりから企業や学校も関心を寄せ、2022年7月に同社粉末がZIPAIRの機内食の原料として採用されたほか、11月に徳島県内の高校で生徒考案の粉末入りメニューが給食で提供された。2023年1月にはNTT東日本と組んで効率的な飼育のための実証実験を開始し増産を目指していた。一方で2月にコオロギエキスを使用した給食が再び出されると、SNS上で安全性を懸念する声が広まり、業績が悪化。飼料向け事業への注力を試みたが、国の補助金が得られず設備投資が困難となり、2024年春に事業を停止。同年11月、徳島地裁に自己破産を申請した。

## 沿革
- 2019年5月 - 徳島県鳴門市で設立。
- 2019年8月 - 鳴門ファームを開設[1]。
- 2020年5月 - 無印良品と提携し、粉末入り煎餅を発売[10][11]。
- 2020年冬 - 美馬ファームを開設。
- 2021年6月 - 自社ブランド「C. TRIA」を立ち上げ。
- 2021年8月 - 美馬研究所を開設。
- 2022年4月 - ペット・飼料用フードを発売。
- 2022年11月 - 徳島県内の高校で粉末入り給食を提供。
- 2024年11月、徳島地裁に自己破産を申請。

## 生産体制
美馬市の廃校を借り受けてフタホシコオロギの養殖を行っていた。2023年には年間約5トンの生産量があった。室温30度に保たれた教室内に並べられた衣装ケースの中でコオロギを育て、生まれてから約30日後の成虫になる直前に収穫する。収穫したのち、乾燥もしくは冷凍の工程を経て製品となる(飼料用)。食用の場合、乾燥後さらに粉末化する工程や、高圧蒸気による殺菌の工程が加わる。飼育するのは目の白いアルビノのフタホシコオロギのみで、野生のコオロギが侵入し交雑したとしても目が黒くなり気付くことができるという利点がある。
2020年5月にジェイテクトと提携し、孵化から繁殖、乾燥、粉末化までを全自動で行う生産装置の開発を開始、同年末から餌やりと水やりを自動化した。2021年夏には、餌を食品廃棄物(小麦ふすまなど)のみに切り替えた。同年8月、旧・美馬市立切久保小学校を栄養価や生産効率を高める品種改良の研究拠点「美馬研究所」として整備。2022年6月より、田口農園徳島(東みよし町)などと組み、コオロギの排泄物を有機肥料として活用する実証実験を開始した。2023年1月にはNTT東日本と共同で効率的な飼育のための実証実験を開始した。拠点を増やし、生産量を年間50トン超とすることを目指していた。ゲノム編集を行いアレルギーの少ない品種や白い外骨格を持つアルビノの品種を作り出す計画もあった。

### 事業所
- 本社・川内ファーム - 徳島市川内町。
- 鳴門ファーム - 鳴門市、旧本社所在地。
- 美馬ファーム - 美馬市、旧・市立芝坂小学校。
- 美馬研究所 - 美馬市、旧・市立切久保小学校。

## 商品開発
2020年、同社粉末を使用した「コオロギせんべい」を無印良品と共同で開発。1袋に約30匹分の粉末を使用している。5月20日に無印良品のネットストアで発売されると即日品切れになる人気を見せた。7月からは一部店舗の店頭でも販売。2021年12月には第二弾としてプロテインバー「コオロギチョコ」を発売。また、2021年には自社ブランド「C. TRIA」を立ち上げ、6月にクッキーとチョコクランチを発売。ネットストアや徳島阿波おどり空港で販売された。9月には、冷凍パンとレトルトカレーを商品化した。クッキーとチョコクランチは「2021年日経優秀製品・サービス賞 日経産業新聞賞」を受賞した。
2022年6月より、プロテインバーとクッキーをファミマ!!一部店舗で販売した。8月よりセイコーマートでも販売。9月には、コーンスナックを徳島県内のファミリーマートで発売した。10月以降、関西・東海地区のファミリーマートでも取り扱われるようになった。一般消費者にも受け入れられるようパウダー化し、パッケージもコオロギの姿を連想させないデザインとした。
飲食店や食品メーカー向けには粉末および調味液(エキス)を販売。2021年12月より一般にも販売。2022年4月には、ペットフードや飼料向け製品の販売を開始した。ペットの粘膜を痛めないよう脚は取り除かれている。

### 取扱商品
- 食用
  - 小売向け
    - 「C. TRIA」 - 菓子(クッキー・チョコクランチ・コーンスナック)、プロテインバー、パン、カレー
    - 「C. TRIA Originals」 - 粉末、調味液

  - 卸向け - 乾燥コオロギ、粉末、調味液
  - 給食向け - 2022年11月、徳島県内の高校で粉末入り給食を提供。
- ペット・飼料用
  - 「コオロギ研究所」 - 爬虫類用フード「レプテイン」

## 反響
2020年5月に発売した「コオロギせんべい」は品切れが続くほどの売れ行きとなり、「昆虫食人気の火付け役」となった。同年12月、複数のVCから合わせて約2億3000万円の資金を調達。2022年2月に追加投資を受け約2億9000万円を調達(累計約5億2000万円)。2022年7月からは、ZIPAIRにおいて粉末を原料に使用した機内食の提供が開始された。飼料の消費や温室効果ガスの排出量が少なく、環境負荷の小さい食糧資源であることが採用の理由である。ZIPAIR社員が発案し、ジャルロイヤルケータリング(千葉県成田市、機内食製造)が開発した。
新たな栄養源として期待する見方の一方で、消費者の昆虫食への嫌悪感は拭えなかった。2022年11月、県立小松島西高校で希望者を対象に給食で粉末を使用した「グリラスかぼちゃコロッケ」を提供。メニューは同高校食物科の生徒が考案した。給食への食用コオロギの使用は国内初の取り組みで、好意的な報道が多かったが、翌年2月末にもコオロギエキスを使用した大学芋が給食で出されたことが分かると、安全性を不安視する問い合わせが同社や学校、県教育委員会に殺到するようになり、昆虫食への嫌悪や安全性への懸念を示す批判がSNS上で相次ぎ炎上する事態となった。
SNS上での反論は避け、ホームページに正しい情報を掲載し収束を待ったが、全国販売を計画する案件が次々に中止となり業績が悪化。工場を閉鎖し縮小を進め、飼料向けとして生産の継続を模索したが、国への補助金の申請が通らず設備投資が困難となった。2024年1月、原料高や餌用昆虫の飼育不振を理由に「コオロギ研究所」を閉店させペットフードからは撤退。2024年11月、徳島地裁に自己破産を申請した。負債額は1億5339万円。